# Израильско-камбоджийские отношения
Израильско-камбоджийские отношения — официальные двусторонние дипломатические отношения между Королевством Камбоджа и Государством Израиль. Оба государства установили дипломатические отношения в 1960 году. Однако, Израиль прервал связи с этой страной в 1975 году после восстания режима Красных Кхмеров. Отношения были восстановлены вновь в 1993 году. Несмотря на наличие дипломатических отношений, у Израиля нет посольства в Камбодже, а у Камбоджи нет посольства в Израиле. Однако, Израиль представлен нерезидентным послом, который находится в Бангкоке, Таиланд — он также аккредитован и на Королевство Камбоджа.
Большие группы камбоджийских студентов в настоящее время изучают в Израиле сельскохозяйственные науки.
Израильско-камбоджийская торговая палата была основана в 2010 году. В декабре 2014 года сообщалось о том, что представители камбоджийского короля посетят Израиль.
В сентябре 2016 года камбоджийский министр сельского хозяйства Veng Sakhon стал первым членом правительства, который посетил Израиль с официальным визитом. Он присутствовал на выпускной церемонии программы «AgroStudies», где камбоджицы обучались в рамках совместной образовательной программы.

## Военное сотрудничество
В 2016 году три сотрудника Камбоджийского центра разминирования посетили Израиль и проверили возможность участия в миссии помощи в разминировании старых минных полей. В 2017 году израильское правительство и Центр подписали четырёхмесячный контракт, в рамках которого в страну прибудут уже 23 сотрудника центра и 12 поисковых собак для работы в полномасштабном проекте по разминированию старых минных полей (в основном на Голанских высотах, в Иудее и Самарии и в пустыне Арава).

## Туризм
В начале сентября 2017 года Израиль и Камбоджа подписали протокол о намерениях по введению прямого авиасообщения между двумя странами. Подписание документа стало следствием проводимой камбоджийскими властями политики открытого неба, а также увеличением туристического потока в эту страну из Израиля до 7 900 человек (увеличение на 36 %) в первом полугодии 2017 года по сравнению с тем же периодом 2016 года.